# Stichting Certificering Inspectie en Onderhoud van Stookinstallaties
De Stichting SCIOS beheert de certificatieregeling voor inspectie en onderhoud aan technische installaties. Hieronder vallen stookinstallaties, elektrisch materieel, zonnestroominstallaties, explosieveilige installaties en het verwarmingssysteem in utiliteitsgebouwen. 
In Nederland geldt een keuringsplicht voor stookinstallaties, inclusief de brandstoftoevoerleiding,met een nominaal thermisch vermogen (belasting op onderwaarde) van meer dan 100 kW tot 50 MW. De brandstof betreft gasvormige, vloeibare en vaste brandstoffen. Bedrijven die inspectie of onderhoud uitvoeren aan deze installaties moeten door een Certificatie Instelling gecertificeerd zijn volgens de SCIOS certificatieregeling. Deze certificatieregeling staat onder toezicht van de Raad voor Accreditatie.

## Eerste of Bijzondere Inspectie
Wanneer een nieuwe installatie wordt opgeleverd, of wanneer nooit eerder een inspectie heeft plaatsgevonden, moet een 'Eerste of Bijzondere Inspectie (EBI)' worden uitgevoerd. Hierbij wordt gekeken naar de veiligheids- en milieuaspecten.
Vervolgens wordt een 'Basisverslag' opgesteld. Dit is te vergelijken met een kentekenbewijs voor een auto. In het basisverslag staan de normen en instellingen zoals die van toepassing zijn voor de betreffende installatie.
Als eigenaar van zo'n stookinstallatie is men van overheidswege verplicht deze inspectie te laten uitvoeren.
Wanneer een installatie wordt goedgekeurd, wordt een 'Verklaring van geen bezwaar' afgegeven.
De eigenaar van de installatie dient deze verklaring te kunnen tonen.
Tevens zal de installatie(vergelijkbaar met APK van de auto)in een landelijke database worden afgemeld, deze database is voor de toezichthouders van diverse gemeentes toegankelijk.

## Periodieke Inspectie
De zogenaamde 'Periodieke Inspectie' (PI), dient plaats te vinden op een frequentie die tijdens de vorige inspectie is vastgesteld/bepaald. 
Hierbij wordt gecontroleerd of de installatie nog voldoet aan de door de EBI-er vastgestelde grenswaarden. Bij afwijkingen kan de PI-er, eventueel in overleg met de EBI-er besluiten een instelling te wijzigen of een onderdeel te vervangen. Van de PI wordt ook weer een verslag gemaakt en als de installatie wederom is goedgekeurd wordt een 'Verklaring van inspectie' afgegeven. Ook deze verklaring moet kunnen worden overgelegd.
Deze periodieke inspectie is eveneens verplicht en dient te worden uitgevoerd door een SCIOS gecertificeerde inspecteur.
Tevens zal de installatie(vergelijkbaar met APK van de auto)in een landelijke database worden afgemeld, deze database is voor de toezichthouders van diverse gemeentes toegankelijk.

## Periodiek Onderhoud
Dit is het feitelijke reinigen en afstellen van een brander of ketel. De PO-er is bevoegd instellingen te wijzigen binnen de bandbreedte die de EBI'er heeft vastgelegd in het basisverslag. Doorgaans is er wel overleg met de EBI-er. Dan kan worden besloten welke actie moet worden ondernomen.
Wanneer de installatie in orde is bevonden wordt een 'Verklaring van (periodiek) onderhoud' afgegeven.
Tevens zal de installatie (vergelijkbaar met APK van de auto) in een landelijke database worden afgemeld, deze database is voor de toezichthouders van diverse gemeentes toegankelijk.

## Toezicht
Inspecteurs en onderhoudspersoneel worden door een certificerende instelling gecontroleerd of dat zij nog de werkzaamheden uitvoeren zoals SCIOS de regeling heeft uitgelegd. Dit vindt plaats door middel van zogenaamde audits. Hierbij moet de betreffende persoon laten zien dat de tijdens de opleiding opgedane kennis nog aanwezig is en dat deze in praktijk wordt gebracht. EBI-ers en PI-ers worden elke 18 maanden geaudit, PO-ers elke 36 maanden.